# Sistema de símbolos físicos
Na filosofia da inteligência artificial, um sistema de símbolos físicos (também chamado de um sistema formal) toma padrões físicos (símbolos), combinando-os em estruturas (expressões) e manipulá-los (usando processos) para produzir novas expressões
A hipótese de sistema de símbolos físicos é de que a inteligência é o trabalho de sistemas de símbolos. A hipótese é que um sistema de símbolos físicos dispõe dos meios necessários e suficientes para a ação inteligente geral.

- "Necessidade: Qualquer coisa capaz de ação inteligente é um sistema de símbolos físicos".
- "Suficiência: Qualquer suficientemente sofisticado "PSS" é capaz de ação inteligente".Herbert Simon, The Sciences of the Artificial, P. 23